# 1996年アトランタオリンピックのデンマーク選手団
1996年アトランタオリンピックのデンマーク選手団（1996ねんアトランタオリンピックのデンマークせんしゅだん）は、1996年7月19日から8月4日にかけてアメリカ合衆国のジョージア州アトランタで開催された1996年アトランタオリンピックのデンマーク選手団、およびその競技結果。

## 概要
今大会は金メダル4個、銀メダル1個、銅メダル1個の合計6個のメダルを獲得した。

## メダル
| メダル | 選手名                             | 競技         | 種目                 |
| ------ | ---------------------------------- | ------------ | -------------------- |
| 金     | ポール＝エリク・ホイヤー・ラーセン | バドミントン | 男子シングルス       |
| 銀     | ロルフ・ソレンセン                 | 自転車       | 男子個人ロードレース |